# Parco Dora

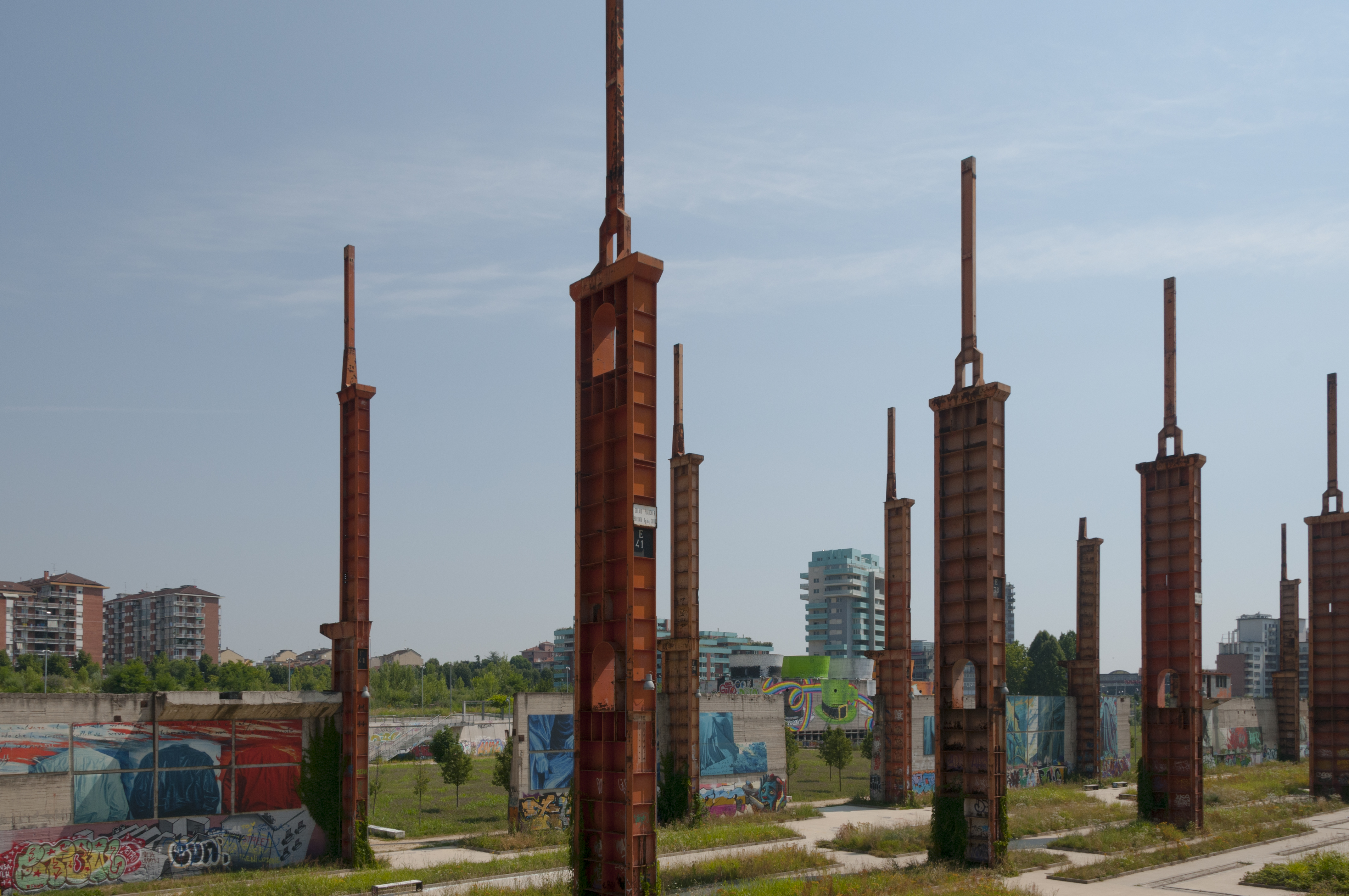
Parco Dora

Der Parco Dora ist ein innerstädtischer Park in Turin, Piemont, Oberitalien.
Der Park war bis in die 1990er Jahre ein Industriegelände auf 450 000 Quadratmetern, zentral am Fluss Dora Riparia. Die geräumten Areale wurden teilweise begrünt oder zu Veranstaltungsflächen umgewidmet. Ihren jeweiligen Vorbesitzern entsprechend wird der Park in fünf Segmente, namentlich Vitali, Ingest, Valdocco, Michelin und Mortara unterteilt. 2008 begannen die Umbauarbeiten, welche 2011 beendet waren.
Zu den größeren Veranstaltungen zählt seit 2012 das Kappa FuturFestival.